# Qasr el-Hadž
Qasr el-Haddž (arabsko قصر الحاج,, latinizirano: Qaṣr al-Ḥāǧǧ, dob. 'Ksar romarja iz Meke') je kraj in impresiven berberski skladiščni grad (ksar) v občini al-Džabal al-Gharbi na severozahodu Libije.

## lega
Qasr el-Hadž stoji na nadmorski višini približno 250 m in približno 140 km vzhodno od Naluta v gorovju Nafusa. Razdalja do glavnega mesta Tripolija na severovzhodu Libije je okoli 200 km.

## Ksar

### Zgodovina gradnje
Večnadstropni skladiščni grad (ksar) s 114 skladiščnimi prostori (ghorfas) na obrobju mesta so nekoč zgradile in uporabljale družine bližnjega mesta. Šejk Abdella Ben Mohamed Ben Hilal Ghanem, ki naj bi živel v 12. stoletju, je včasih imenovan za ustanovitelja stavbe. Vendar je zaradi pomanjkanja pisnih virov še marsikaj nejasnega in starost stavbe je mogoče le okvirno oceniti – danes naj bi bila stara okoli 200 do 400 let.

### Funkcija
Med poletnimi selitvami s čredami živine (ovac in koz) na višja in zato bolj zelena območja so v ksarju odlagali nepokvarljiva živila (žita, olje, datlje, mandlje, fige, orehe itd.), gospodinjsko in poljedelsko opremo ter orožje ter jih varovali s stražo pred napadi tavajočih nomadov ali sprtih berberskih klanov. Vsaka družina je imela eno, včasih dve komori. Redkeje so v dvoriščnem prostoru našle zaščito in bivališče tudi trgovske karavane; Svoje blago praviloma razprostirajo tudi za menjavo ali nakup.

### Gradbeni material
Celotna skoraj okrogla stavba je bila zgrajena izključno iz lokalnih materialov (lomljenec, glina, palmova debla ipd.) in ometana z blatom. Omet, ki ga je bilo treba zamenjati vsakih nekaj let, je ščitil stene ksarja pred izpiranjem peščenih viharjev in redkim deževjem.

### Arhitektura
Samo en vhod omogoča dostop do notranjega dvorišča, ki ga obdajajo skladiščne komore (ghorfe), razporejene v treh nivojih; četrta serija komor je na pol pod zemljo. Skladiščne komore so ukrivljene, imajo le majhne okenske odprtine navzven in so zato večinoma izpostavljene svetlobi skozi odprta vrata. V notranjosti so visoke okoli 1,90 m, globoke okoli 5,50 m in široke okoli 2,20 m. Zanimivo je stopnišče, ki vodi do krožnega hodnika pred sobami v zgornjem nadstropju, saj pred vhodi v komore ni bilo kamnitih ali lesenih ploščadi, zato se je v prostore v nižjih nivojih prihajalo s premičnimi, zarezanimi palmovimi debli. Prej obstoječa lesena vrata so bila zavarovana z zapletenimi lesenimi ključavnicami (kasneje kovinskimi) - ključavnice in lesena vrata so izginila; včasih jih ponujajo v prodajo v starinarnicah v velikih mestih.